# Токонамэ
Токонамэ́ (яп. 常滑市 Токонамэ-си) — город в Японии, расположенный в юго-восточной части префектуры Айти на полуострове Тита на берегу залива Исе. Основан 1 апреля 1954 года путём объединения посёлков Токонамэ, Онидзаки, Нисиура, Оно и села Мива уезда Тита. Город является центром фарфоро-фаянсовой промышленности. Население состоянием на 2014 год составляет 56 737 человек, с площадью 55,63км².

## История

#### Древний период
Токонамэ ассоциировалась с производством керамики, с периода Хэйан, и работ Токонамэ-яки этого периода были найдены в таких местах, как префектура Аомори и префектура Кагосима.

#### Средневековый период
К периоду Камакура действовало более 3000 печей. В период Сэнгоку область перешла под контроль рода Исики, а затем перешла под власть Оды Нобунаги и Тоётоми Хидэёси.

#### Ранний современный период
В период Эдо территория вокруг современного Токонамэ была частью Овари.

#### Поздний современный период
После реставрации Мэйдзи в 1889 году в городе Токонамэ была создана система современных муниципалитетов.

#### Современная история
Токонамэ был повышен до статуса города 1 апреля 1954 года в результате слияния города Токонамэ с городами Онидзаки, Нисиура и Оно и деревней Мива.

## Климат
Климат города характеризуется жарким и влажным летом, а также относительно мягкой зимой. Средняя годовая температура в Токонаме составляет 15,5 °C. Среднегодовое количество осадков составляет 1674 мм, а самый влажный месяц - сентябрь. Самые высокие температуры в августе, около 27,4 °C, и самые низкие в январе, около 4,6 °C.

## Население
Ниже преведен график население города Токонамэ с 1960 по 2015 года.
| Год  | Население | +-%    |
| ---- | --------- | ------ |
| 1960 | 51 919    | —      |
| 1970 | 54 168    | +4,3%  |
| 1975 | 54 865    | +1,2%  |
| 1980 | 54 345    | -0,94% |
| 1990 | 51 784    | -4,7%  |
| 2000 | 50 183    | -3,1%  |
| 2005 | 51 265    | +2,1%  |
| 2010 | 54 858    | +7%    |
| 2015 | 56 547    | +3%    |

## Экономика

### Вторичный сектор экономики

##### Керамические изделия
Токонамэ - региональный коммерческий центр, известный со времён Хэйана как производитель керамики, в частности Токонамэ-яки, а производство керамики остается основой местной экономики. Одной из основных производственных компаний является ИНАКС.
Ранее эксплуатировалось около 60 подъёмных печей, большинство из которых были построены в эпоху Мэйдзи. Дымоходы стали достопримечательностью города, но многие из них были закрыты и снесены после Второй мировой войны, так как методы производства были модернизированы, а сжигание печей регулировалось властями для защиты качества воздуха. Печь Тоэи (陶栄窯) - альпинистская печь, которая была построена в 887 году и использовалась до 1974 года. Это самая большая альпинистская печь, существующая в Японии. В 1982 году правительство объявило его важным материальным культурным достоянием. Она имеет восемь камер с наклоном 17 ° и десять дымовых труб различной высоты.
Благодаря своей протяженной береговой линии коммерческое рыболовство также играет важную роль в местной экономике.

## Транспорт
- Международный аеропорт Тюбу
- Национальная трасса 155
- Национальная трасса 247